# 1984年夏季残疾人奥林匹克运动会匈牙利代表团
1984年夏季残疾人奥林匹克运动会匈牙利代表团是匈牙利派出的1984年夏季残疾人奥林匹克运动会代表团。获得13枚金牌、12枚银牌和3枚铜牌。